# Иванов, Евгений Викторович (депутат)
Евгений Викторович Иванов (род. 16 августа 1964) — советский и российский политический деятель, депутат Государственной Думы ФС РФ четвёртого созыва (2003—2007)

## Биография
В 1987 закончил исторический факультет Кубанского государственного университета.
Окончил Российский университет дружбы народов имени Патриса Лумумбы по курсу «рекламное дело».
В 1991 году — начальник отдела по связям с общественностью администрации Краснодарского края.
В 1994 году — начальник департамента анализа и прогноза Миннаца РФ. В 1994 году участвовал в штурмах Грозного. В 1995 году — замполпреда правительства в Чечне.
В 1996 году — помощник главы администрации президента, затем глава службы помощников губернатора Краснодарского края. В 1999 году — в компании «Сибирский алюминий», стал замгендиректора ОАО «Русский алюминий менеджмент». В 2000 году — вице-президент, директор департамента внешних связей группы «Сибирский алюминий».
В 2001 году — председатель совета директоров Красноярского алюминиевого завода. В 2002 году — вице-губернатор Красноярского края, постоянный представитель администрации края при правительстве РФ.

### Депутат Государственного думы
Баллотировался в 2003 году в Государственную думу 4 созыва Федерального собрания Российской Федерации от Либерально-Демократической Партии России (№ 11 федерального списка кандидатов партии).
Был избран депутатом Государственной думы Федерального собрания Российской Федерации 4 (8) созыва (2003—2007).
Вошёл в комитет ГД по бюджету и налогам. Был заместителем председателя комитета ГД по бюджету и налогам.
За четыре года депутатства выступил всего один раз и подписался под всего тремя законопроектами.
С 2010 года работает заместителем генерального директора Трансстроя.